# Aspidodiadema jacobyi
Aspidodiadema jacobyi is een zee-egel uit de familie Aspidodiadematidae.
De wetenschappelijke naam van de soort werd in 1880 gepubliceerd door Alexander Emanuel Agassiz.